# Guido Alkemade
Guido Antonius Gerardus Alkemade (Leiden, 23 de junio de 1962) es un deportista neerlandés que compitió en vela en la clase 470. Ganó una medalla de plata en el Campeonato Europeo de 470 de 1984.

## Palmarés internacional
| Campeonato Europeo | Campeonato Europeo | Campeonato Europeo | Campeonato Europeo |
| Año                | Lugar              | Medalla            | Clase              |
| ------------------ | ------------------ | ------------------ | ------------------ |
| 1984               | Salou (España)     | Medalla de plata   | 470                |